# Statue (rockband)
Statue is een Belgische instrumentale rockband met vier gitaristen, een bassist en een drummer. Hun muziekstijl wordt omschreven als een mengeling van postrock, noiserock, experimentele en symfonische rock.

## Geschiedenis
De groep uit Limburg begon onder de naam Keytars in 2009. De bandleden, met Lennart Janssen als drijvende kracht, leerden elkaar kennen in de Hasseltse Hogeschool PXL-Music. In het begin waren ze met zes gitaristen, een bassist en een drummer. Voor de tweede plaat waren ze met vijf gitaristen en voor de derde nog met vier.
In 2011 was Statue de winnaar van de wedstrijd Jong Muziek tijdens Theater Aan Zee, terwijl ze eigenlijk een last-minute invaller waren. De jury prees het septet uit Limburg voor haar samenspel op hoog niveau, wederzijdse dialoog, losbarstende herrie of uitdeinende verstilling, met als einde de gitaren die gonzend worden achtergelaten terwijl de muzikanten de scène verlaten. Datzelfde jaar wonnen ze ook de Maanrockrally (Mechelen), het Concours Hestival (Heist-op-den-Berg) en waren ze finalist op Limbomania.
In januari 2012 namen ze hun eerste album op met de gelijknamige naam Statue in de GAM-studio met producer Wouter Vlaeminck. In maart 2013 brachten ze die onder eigen beheer uit en later dat jaar ook de EP STATUEextended. Lennart Janssen schreef een compositie voor 17 gitaristen (vandaar de Extended in de naam). De live-opname van de 20 minuten durende song werd bij MotorMusic Studios in twee versies in één ruk opgenomen, gelimiteerd op vinyl geperst en uitgebracht op 11 oktober. De presentatie was een concert in de AB (Brussel) samen met zeventien uitgenodigde guitarspelers op het podium: Stef Kamil Carlens, Pascal Deweze, Steven Janssens, Cedric Maes, Luc Van Acker, Rodrigo Fuentealba en Philipp Weies van MannGold De Cobre, Patrick Steenaerts van Yevgueni, Gert Stinckens van Benny Zen and the Syphilis Madmen, Johannes Verschaeve van The Van Jets, Wouter Vlaeminck van Tomàn én Dennis Boonen - een wedstrijdwinnaar uit Bree.
In maart 2015 brachten ze hun album Calexico Point uit bij het label FONS Records, geproduceerd door Philipp Weies. In augustus dat jaar traden ze op in Pukkelpop en in september in Leffingeleuren.
In maart 2018 brachten ze hun derde album Kasper uit, geproduceerd door Micha Volders en vernoemd naar technicus Kasper De Sutter die aan het album meewerkte. De band vond zijn uitstraling perfect aansluiten bij de sfeer van de plaat. Ze hebben geen overdubs gedaan op de plaat en alles is live ingespeeld.

## Bandleden

### Huidige bezetting
- Lennart Janssen (gitarist)
- Emiel Van Den Abbeele (gitarist)
- Jan Viggria (gitarist)
- Joos Houwen (gitarist)
- Bart Baele (bassist)
- Antoni 'Toni' Foscez (drummer)

### Ex-leden
- Chloë Maes (gitarist)
- Maxim Helincks (gitarist)
- Bart Weyens (bassist)

## Discografie

### Albums
- Statue (2013)
- Calexico Point (2015) - FONS Records
- Kasper (2018) - FONS Records

### Singles & ep's
- STATUEextended (12", Maxi)